# Lluís Ramon Folc d'Aragó-Cardona-Córdoba i Fernández de Córdoba
Lluís Ramon Folc d'Aragó-Cardona-Córdoba i Fernández de Córdoba-Figueroa (Còrdova, 24 d'agost de 1558 - Madrid, 1 d'octubre de 1596) va ser un noble i aristòcrata, que va ser durant molts anys hereu de les cases de Comares i Aragó-Cardona, i com a tal va ser X comte de Prades.
Va ser el fill de Joana d'Aragó i de Cardona, IV duquessa de Sogorb, i de Diego Fernández de Córdoba, III marquès de Comares. Durant molts anys va ser l'hereu al ducat de Sogorb i a la resta d'estats patrimonials de la família. En aquest sentit va ostentar el títol de comte de Prades. No obstant això, Lluís va morir abans que els seus pares. Es va casar amb Ana Enríquez de Cabrera y Mendoza a Madrid el 1578. Seria el fill d'ambdós, Enric, el que acabaria sent el successor dels estats familiars, als tretze anys els dels marquesos de Comares, i als divuit els dels Cardona-Sogorb.

## Descendència
Del seu matrimoni amb Ana Enríquez de Cabrera van néixer:
- Juana (ca. 1586 -?)
- Ana (1587-?)
- Enric (1588-1640)
- Diego (1590-1610)
- Luis (1591-1627)